# Wellborn
Wellborn, también conocida como Casa del Dr. Levi Thomas, es una residencia de estilo neogriego ubicada en Eufaula, Alabama, Estados Unidos. 

## Historia
Fue construida para el Dr. Thomas Levi Wellborn en 1837, en terrenos que alguna vez pertenecieron a la Tribu Creek. Wellborn había sido herido en una batalla durante la Guerra Creek de 1836 y murió a causa de la herida en 1841. Su familia siguió viviendo en la residencia.

## Descripción
La casa es una estructura de cinco tramos de dos pisos con un gran pórtico dórico de cuatro columnas en los tres tramos centrales. Las columnas son de ladrillo enlucido. El plan en ambos niveles presenta un salón central con dos habitaciones a cada lado.
La casa se trasladó del 134 de Livingston Avenue al 630 de Broad Street. Wellborn fue incluido en el Registro Nacional de Lugares Históricos el 14 de julio de 1971.